# Giambattista Diquattro
Giambattista Diquattro, né le 18 mars 1954 à Bologne, est un archevêque italien et diplomate du Vatican. Depuis 2020, il est nonce apostolique au Brésil (en). Il travaille au sein du corps diplomatique du Saint-Siège depuis 1985, et est nonce ainsi qu'archevêque depuis 2005. 

## Biographie
Diquattro naît le 18 mars 1954 à Bologne, en Italie et est ordonné prêtre en 1981. Il obtient son master en droit civil de l'université de Catane, son doctorat en droit canonique de l'université pontificale du Latran, ainsi que son master en théologie dogmatique de l'université pontificale grégorienne. 

## Carrière diplomatique
Il rejoint le corps diplomatique du Saint-Siège le 1er mai 1985, et sert au sein des missions diplomatiques dans les représentations pontificales en République centrafricaine, en République démocratique du Congo (en) ainsi qu'au Tchad (en), il épaule l'Observateur permanent du Saint-Siège aux Nations unies, travaille à la Secrétairerie d'État et seconde le nonce apostolique en Italie (en).
Le pape Jean-Paul II le nomme nonce apostolique au Panama (en) le 2 avril 2005.
Le pape Benoît XVI le nomme nonce apostolique en Bolivie (en) le 21 novembre 2008.
Le 21 janvier 2017, le pape François le nomme Nonce apostolique en Inde (en) et au Népal (en).
Le 29 août 2020, le pape François le nomme Nonce apostolique au Brésil (en).

## Voir également
- Liste des représentants actuels pour le Saint-Siège